# NGC 180
NGC 180 (również PGC 2268 lub UGC 380) – galaktyka spiralna z poprzeczką (SBbc) znajdująca się w gwiazdozbiorze Ryb. Odkrył ją William Herschel 29 grudnia 1790 roku.
W galaktyce tej zaobserwowano supernową SN 2001dj.